# Nicat Rəhimov
Nicat Rəhimov –en kazajo, Нижат Рахимов, Nizhat Rajimov– (Bakú, Azerbaiyán, 13 de agosto de 1993) es un deportista kazajo de origen azerbaiyano que compite en halterofilia.
Participó en los Juegos Olímpicos de Río de Janeiro 2016, obteniendo una medalla de oro en la categoría de 77 kg; medalla que perdió posteriormente por dopaje. Ganó una medalla de oro en el Campeonato Mundial de Halterofilia de 2015, en la misma categoría.

## Palmarés internacional
| Representando a Kazajistán |                          |                |           |
| Juegos Olímpicos           |                          |                |           |
| Año                        | Lugar                    | Medalla        | Categoría |
| 2016                       | Río de Janeiro (Brasil)  | DSC            | 77 kg     |
| Campeonato Mundial         |                          |                |           |
| Año                        | Lugar                    | Medalla        | Categoría |
| 2015                       | Houston (Estados Unidos) | Medalla de oro | 77 kg     |